# Distinción (derecho de guerra)
Distinción, junto con Necesidad militar y proporcionalidad, son tres importantes principios del derecho internacional humanitario que gobiernan el uso legal de la fuerza en un conflicto armado.
Este principio determina que los beligerantes deben distinguir entre combatientes y civiles. 
Según la Cruz Roja Internacional, La piedra angular de los Protocolos adicionales de 1977 es el principio de distinción, según el cual las partes en un conflicto armado deben distinguir entre civiles y combatientes así como entre bienes de carácter civil y objetivos militares. El respeto de este principio es indispensable para la protección de los civiles.
Los Protocolos adicionales I y II prohíben:
- que los combatientes simulen ser civiles;
- los ataques indiscriminados;
- los actos o las amenazas de violencia a fin de aterrorizar a la población civil;
- la destrucción de bienes que son indispensables para la supervivencia de la población civil;
- dirigir actos hostiles contra los lugares de culto o los monumentos históricos.

No serán objeto de ataque la población civil como tal ni las personas civiles.”
Artículo 51, Protocolo adicional I